# Hydarnes (Sohn des Hydarnes)
Hydarnes (griechisch: Ὑδάρνης, altpersisch: Vidr̥na-, elamtitisch: Miturna/Mitarna), Sohn des Hydarnes, war ein persischer Feldherr des Achämenidenreichs im 5. vorchristlichen Jahrhundert. Sein Vater war einer der sieben Verschwörer gegen Gaumata.
Von Großkönig Xerxes I. wurde Hydarnes anlässlich der Invasion Griechenlands im Jahr 480 v. Chr. zum Anführer des 10.000-Mann-Heers der „Unsterblichen“ ernannt, während sein Bruder Sisamnes das Aufgebot der Arier befehligte. Bereits am ersten Tag der Schlacht bei den Thermopylen führte Hydarnes die Unsterblichen gegen die Phalanx der Spartiaten unter Leonidas I., aber ein Durchbruch durch die „heißen Tore“ war ihm nicht gelungen. Nachdem den Persern von Ephialtes der verborgene Ziegenpfad um die Thermopylen herum verraten worden war, zog Hydarnes diesen passierend in den Rücken der Spartiaten und besiegelte so deren Niederlage.
Nach der Niederlage von Salamis hatte sich Xerxes I. zur Rückkehr nach Asien unter Zurücklassung eines großen Heers unter Mardonios entschlossen. Diesem wurden auch die Unsterblichen übergeben, Hydarnes aber wollte an der Seite des Königs bleiben und zog mit ihm nach Asien zurück. Angeblich war ihm allein die Aufgabe zur Rückführung des Heers an den Hellespont aufgetragen worden, da Xerxes, um Europa so schnell wie möglich verlassen zu können, mit einem Schiff den Direktweg über das Meer genommen habe. Von Hydarnes wird danach nichts mehr berichtet.